# Regenerativt lantbruk

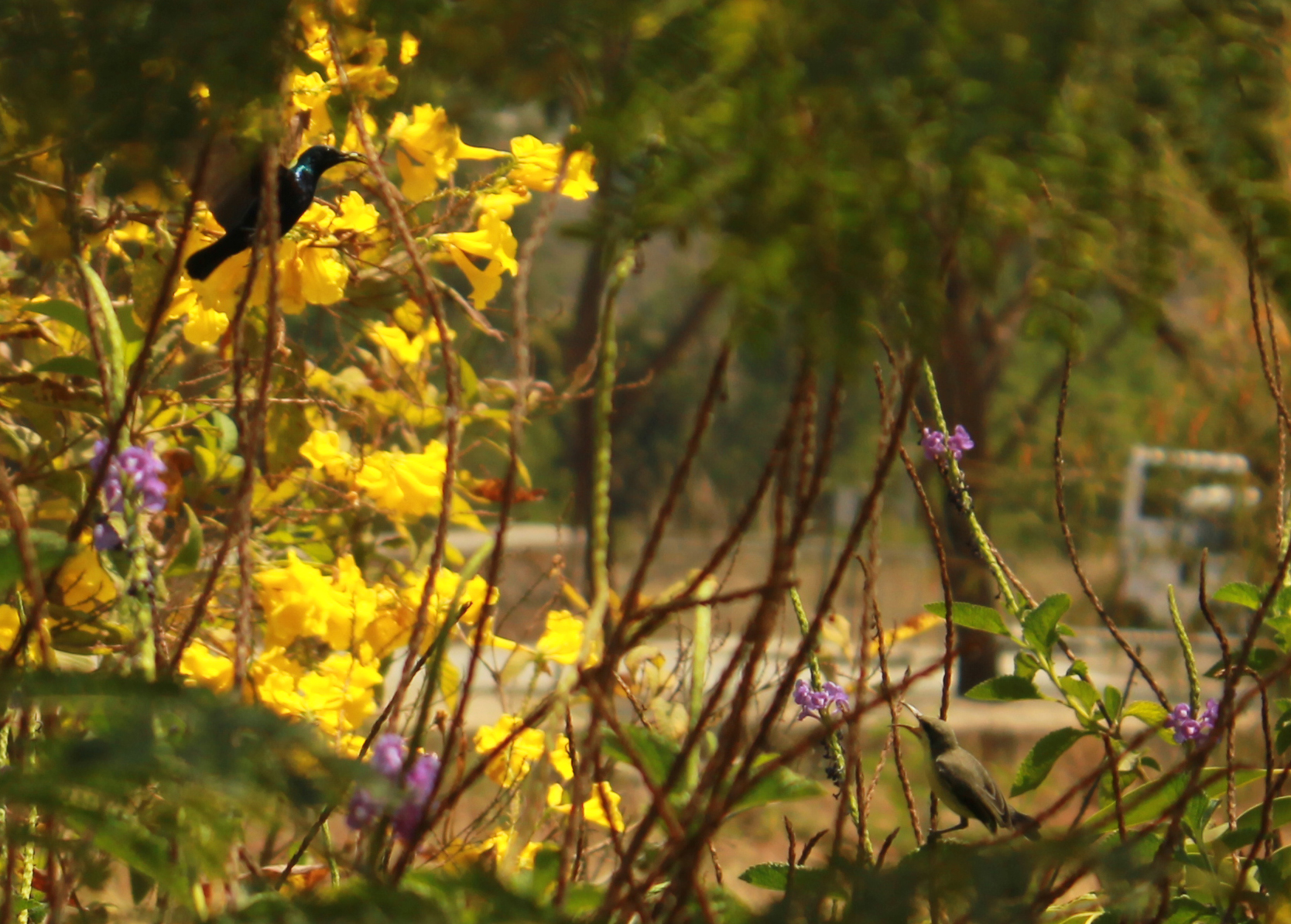
Biologisk mångfald i Pune i Indien.

Regenerativt lantbruk (även regenerativt jordbruk) är ett förhållningssätt för livsmedel och jordbrukssystem som fokuserar på bevarande och rehabilitering av marken snarare än jordbearbetning med plog. Tillvägagångssättet fokuserar på matjordsföryngring, ökad biologisk förbättring av vattnets kretslopp, mångfald, förbättring av ekosystemtjänster, stödja infångning och lagring av koldioxid genom kontinuerliga eller förbättrade biologiska processer, skapa ökad motståndskraft mot klimatförändringar och stärka hälsa och vitalitet på den befintliga jordbruksanläggningen.
Regenerativt jordbruk är inte en specifik praxis i sig. Förespråkare av regenerativt jordbruk använder ett antal andra hållbara jordbrukstekniker i kombination. Praxis inkluderar återvinning av så mycket gårdsavfall som möjligt och kompostering av material från källor utanför gården.